# Kabupaten de Langkat

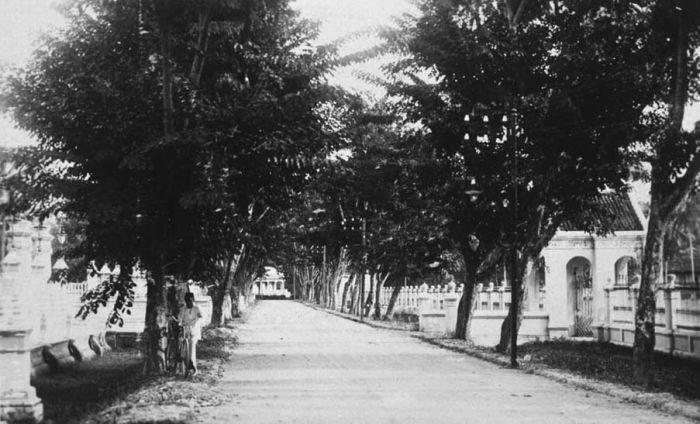
Allée près du palais du sultan de Langkat en 1921

Le kabupaten de Langkat, en indonésien Kabupaten Langkat, est un kabupaten de la province indonésienne de Sumatra du Nord. Son chef-lieu est Stabat.

## Histoire

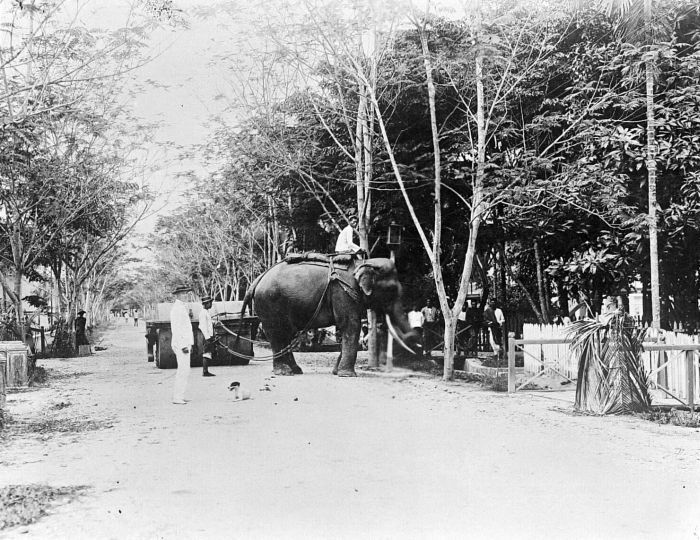
Éléphant utilisé comme bête de trait à Pangkalan Brandan dans les années 1920

## Personnalités
L'écrivain Amir Hamzah, qui appartenait la famille royale de Langkat, est né à Langkat.